# Resolutie 2042 Veiligheidsraad Verenigde Naties
Resolutie 2042 van de Veiligheidsraad van de Verenigde Naties werd door de VN-Veiligheidsraad aangenomen op 14 april 2012. Middels de unaniem gestemde resolutie werd een voorhoede van waarnemers naar Syrië gestuurd om er toe te zien op het staakt-het-vuren. Als dat gerespecteerd bleef zou een volwaardige waarnemingsmissie van meer dan 200 waarnemers gestuurd worden.
Rusland had ingestemd met de resolutie nu deze na lange onderhandelingen meer gebalanceerd was, en had ook één waarnemer in het waarnemingsteam.
Syrië zelf zei alles in het werk te zullen stellen om Kofi Annans plan te doen slagen, en al ver was gegaan om het uit te voeren. Het had ook de waarnemingsmissie aanvaard, al mocht de soevereiniteit van het land niet geschonden worden. Het vond de resolutie niet gebalanceerd, maar ondanks in het belang van het land om de stabiliteit te herstellen.

## Achtergrond
In 2011 braken in navolging van andere Arabische landen ook in Syrië protesten uit tegen het regime. Dat regime van president Bashar al-Assad probeerde de protesten met harde hand neer te slaan, waarbij duizenden doden vielen. Eind 2011 stelde de Arabische Liga een vredesplan voor en stuurde waarnemers, maar dat plan mislukte. Van VN-kant werden verscheidene resoluties van de Veiligheidsraad geblokkeerd door Rusland en China. In februari 2012 werd voormalig secretaris-generaal Kofi Annan aangesteld als bemiddelaar. Zijn plan hield een staakt-het-vuren in dat op 10 april 2012 moest ingaan, en waarop VN-waarnemers zouden toezien.

## Inhoud

### Waarnemingen
De Veiligheidsraad veroordeelde de wijdverbreide mensenrechtenschending in Syrië.
Op 25 maart 2012 had de Syrische overheid ingestemd met het zespuntenvoorstel van speciaal gezant Kofi Annan dat inhield:
a. Geen troepen meer te sturen naar bevolkingscentra,
b. Geen zware wapens meer te gebruiken in die centra,
c. De troepen in en rond deze centra tegen 10 april terug te trekken.
Op 12 april meldde de speciaal gezant dat de partijen het staakt-het-vuren leken te respecteren en dat het regime begon te doen wat het had beloofd.

### Handelingen
Alle partijen in Syrië, ook de oppositie, werden opgeroepen onmiddellijk alle geweld te staken. Als dat gebeurde zou op voorstel van de secretaris-generaal Ban Ki-moon een waarnemingsmissie opgericht worden om toe te zien op het staakt-het-vuren. Dat voorstel werd voor of op 18 april 2012 verwacht.
De partijen in Syrië werden gevraagd deze missie en diens voorhoede ongehinderd te laten werken en hun veiligheid te waarborgen. De Veiligheidsraad autoriseerde alvast deze voorhoede van dertig ongewapende militaire waarnemers om contacten te leggen met de partijen en te rapporteren over de uitvoering van het staakt-het-vuren. De secretaris-generaal werd gevraagd enige hinder dat werd ondervonden onmiddellijk te rapporteren en tegen 19 april te rapporteren over de uitvoering van deze resolutie.

### Bijlage
In bijlage was het zespuntenvoorstel van de speciale gezant van de Verenigde Naties en de Arabische Liga aangehecht:
1. Samenwerken met de gezant in een door Syrië geleid politiek proces om tegemoet te komen aan de wensen van het Syrische volk, en hiertoe op vraag van de gezant een gesprekspartner aan te stellen;
2. De gevechten stoppen en tot een door de VN waargenomen staakt-het-vuren komen om de bevolking te beschermen en het land te stabiliseren. Hiertoe moest de Syrische overheid onmiddellijk de troepenbewegingen naar en de inzet van zware wapens in bevolkingscentra stopzetten en de troepen er terugtrekken. Tegelijkertijd moest samen met de gezant en onder toezicht van de VN een einde aan het geweld worden gesteld. De gezant zal gelijkaardige toezeggingen proberen te bekomen van de oppositie.
3. Zorgen voor humanitaire hulp waar wordt gevochten, en hiertoe dagelijks een gecoördineerde humanitaire pauze van twee uur in acht te nemen;
4. Sneller en meer willekeurig vastgehouden personen vrijlaten. Er moest ook een lijst van plaatsen waar ze werden vastgehouden worden vrijgegeven, er moest toegang worden verschaft tot die plaatsen en op schriftelijke vraag informatie worden verschaft over de vastgehouden personen;
5. Bewegingsvrijheid en een niet-discriminerend visabeleid voor journalisten;
6. Het recht op groepering en op vreedzame demonstratie juridisch garanderen.

## Verwante resoluties
- Resolutie 2043 Veiligheidsraad Verenigde Naties
- Resolutie 2059 Veiligheidsraad Verenigde Naties

Lijst ·  2033 ·  2034 ·  2035 ·  2036 ·  2037 ·  2038 ·  2039 ·  2040 ·  2041 ·  2042 ·  2043 ·  2044 ·  2045 ·  2046 ·  2047 ·  2048 ·  2049 ·  2050 ·  2051 ·  2052 ·  2053 ·  2054 ·  2055 ·  2056 ·  2057 ·  2058 ·  2059 ·  2060 ·  2061 ·  2062 ·  2063 ·  2064 ·  2065 ·  2066 ·  2067 ·  2068 ·  2069 ·  2070 ·  2071 ·  2072 ·  2073 ·  2074 ·  2075 ·  2076 ·  2077 ·  2078 ·  2079 ·  2080 ·  2081 ·  2082 ·  2083 ·  2084 ·  2085